# Bernhard Cloenewinkel

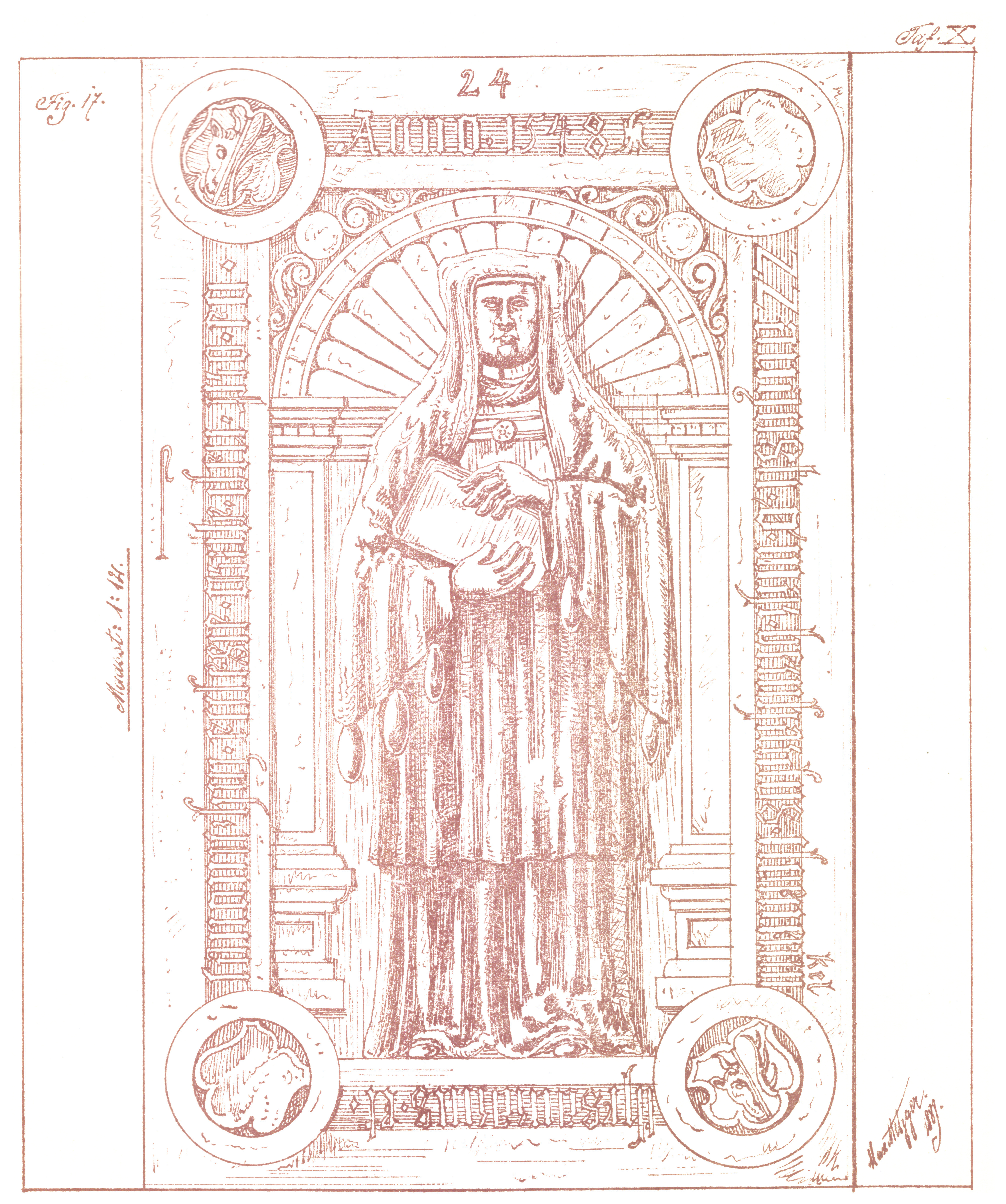
Grabplatte des Bernhard Cloenewinkel im Lübecker Dom (Zeichnung Max Metzger)

Bernhard Cloenewinkel, auch Clonewinkel, Klonewinkel (* in Lübeck; † 26. August 1548 ebenda) war ein Lübecker Domherr.

## Leben
Bernhard Cloenewinkel war Sohn des Lübecker Bürgers Cordt Cloenewinkel, der möglicherweise als Kaufmann den Schonenfahrern in Lübeck angehörte. Er studierte und graduierte zum Magister, bevor er sich nach Rom begab, wo er über Urkunden aus dem Umfeld der Kurie und über die Aufzeichnungen des Lübeckers Thomas Giese in seinem Notizbuch erstmals 1520 als Zeuge einer Beurkundung durch den Rotanotar Johannes Sander aus Nordhausen bezeugt ist. Sein Name taucht häufig als Procurator oder Zeuge in Urkunden römischer Rotanotare oder Notaren der päpstlichen Kammer auf, fast immer in Zusammenhang mit dem Handel von – nicht nur Lübecker – Pfründen. Mit dem im gleichen Geschäftsfeld tätigen Thomas Giese stand er in Rom ab 1520 in geschäftlichem Kontakt. 1522 verkaufte Giese eine Vikarie mit Pensionsvorbehalt für sich an Cronewinkel. Da das Lübecker Domkapitel die Vikarie schon an Antonius Sluter vergeben hatte, kam es zu einem langwierigen Prozess, der erst 1537 mit einem Vergleich endete. Insgesamt besaß Cloenewinkel zeitweilig fünf Lübecker Vikarien: Dom Nr. 17, 28 und 31; Marien Nr. 3 und Petri Nr. 20. Durch Prozess verlor er Dom 17; Dom 28 resignierte er freiwillig; im Vergleich verzichtete er auf die Vikarie Dom 31 und erhielt dafür eine Vikarie in Schwartau.
Nach Gieses Tod betrieb Bernhard Cloenewinkel von Rom aus seinen Eintritt in das Lübecker Domkapitel. Im Juni 1528 trugen die Lübecker Ratsherren Joachim Gercken und Hinrich Kerckring gemeinsam mit dem Procurator Eberhard Halholscho dem Kapitel den von einer päpstlichen Provision gestützten Wunsch Cloenewinkels nach einem Lübecker Kanonikat vor, welchem in Abwesenheit Cloenewinkels entsprochen wurde. Er erhielt die Präbende des 1527 verstorbenen päpstlichen Familiaren Franz Diemann. Der übliche Eid wurde für ihn von seinem Procurator dem Kapitel geleistet. Cloenewinkel selbst kehrte erst im Juni 1530 nach Lübeck zurück, um seine Domherrenstelle vor Ort persönlich anzutreten. 1540 wurde er von Bischof Balthasar Rantzau zum Scholaster des Lübecker Kapitels, also zum Leiter der Domschule Lübeck bestellt.
Er wurde im Lübecker Dom bestattet, wo seine stark abgetretene Figurengrabplatte mit individualisierten Gesichtszügen erhalten ist. Sie zeigt ihn, schon ganz im Stil der Renaissance gehalten mit einem Buch in Händen unter einem Rundbogen mit Konche. Er bewohnte 1544, zusammen mit seiner famula Elisbeth Kloppenborch, ein von ihm erworbenes Hofgrundstück außerhalb des eigentlichen Dombezirks in der Nähe der oberen Dankwartsgrube. Er hinterließ drei Kinder.